# برازرز
برازرز (بالإنجليزية: Brazzers)‏، هي شركة إنتاج مواد إباحية في أمريكا الشمالية وهي شبكة تتكون حالياً من 30 موقعاً إباحياً.
في أوائل عام 2005 أطلقَ موقعَ "Brazzers" مجموعةٌ من المستثمرين، في جامعة كونكورديا الكندية، بالمشاركة مع مات كيزير. يُدار الموقع من مونتريال في كندا أما التصوير فالغالبية العظمى من الصور والمشاهد في لاس فيغاس، نيفادا، وسان أنطونيو، تكساس، ولوس أنجلوس، كاليفورنيا وميامي، فلوريدا.
موقع "Brazzers" كثيراً ما يعتبر واحداً من المواقع الـ 500 الكبرى الأكثر مشاهدة على شبكة الإنترنت.
في عام 2008 أنشأت "Brazzers" شبكة Mofos، وهي شبكة تركز على الفتيات الأقل خبرة، وغير المعروفين نسبيا في هذه الصناعة.
تلتزم "Brazzers" بمعايير صارمة للرقابة الأبوية عن طريق استخدام نظام ICRA و هو نظام تابع لمؤسسة سلامة الأسرة على الإنترنت، وتقوم "Brazzers" بضبط موقعها لمنع الأطفال من الوصول إلى محتوى البالغين.

## سياستها مع ممثليها
تعتمد برازرز على أساسات متينة في هذه الصناعة حيث تمتلك الشركة هيئة طبية عالية المستوى. وهي التي تختار الممثلين. كما أنها تعتمد قوانين صارمة جداً. وفي كل تصوير لابد من إجراء عدة فحوصات من طرف الممثلين لتفادي انتقال الأمراض الجنسية. إلا أنه حدثت عدة إصابات تجاوزت العشرات منذ انطلاق نشاط الشركة.

## الجوائز
- 2009: جوائز AVN - أفضل موقع للبالغين.[5]
- 2009: جوائز AVN - أفضل شركة إنتاج فيديو جديد.
- 2009: جوائز AVN - أفضل إصدار لصدر كبير، ثدي كبير في المدرسة.
- 2009: جوائز XBIZ - البرنامج النموذج العام 2009.[6]
- 2010: جوائز AVN - أفضل سلسلة لصدر كبير، ثدي كبير في المدرسة.[3]
- 2011: جوائز AVN - أفضل عضوية موقع شبكة.[7]
- 2011: جوائز AVN - أفضل سلسلة لصدر كبير، ثدي كبير في المدرسة.[7]
- 2011: جوائز AVN - أفضل إصدار لمقالة قصيرة، معاقبة الممثلة الإباحية.[8]

## روابط خارجية
- برازرز على موقع IMDb (الإنجليزية)